# Neoneura sylvatica
Neoneura sylvatica – gatunek ważki z rodziny łątkowatych (Coenagrionidae). Występuje na terenie Ameryki Południowej i jest szeroko rozprzestrzeniony; stwierdzono go w Wenezueli, Kolumbii, Surinamie, Brazylii i północno-wschodniej Argentynie.